# 1983 au théâtre
| Années du théâtre : 1980 - 1981 - 1982 - 1983 - 1984 - 1985 - 1986    |
| Décennies du théâtre : 1950 - 1960 - 1970 - 1980 - 1990 - 2000 - 2010 |

Cet article présente les faits marquants de l'année 1983 au théâtre.

## Événements
- Création du festival Juste pour rire à Montréal par Gilbert Rozon.

## Pièces de théâtre représentées
- 21 février : Combat de nègre et de chiens de Bernard-Marie Koltès, mise en scène Patrice Chéreau, Théâtre des Amandiers
- 7 avril : Falsch de René Kalisky, mise en scène Antoine Vitez, Théâtre national de Chaillot
- 27 mai : L'Amour fou ou la première surprise d'André Roussin, mise en scène Michel Bertay, Théâtre de la Madeleine
- 30 septembre : Cocteau-Marais conception de Jean Marais d'après Jean Cocteau, mise en scène Jean-Luc Tardieu, Théâtre de l'Atelier (Paris)

- 15 novembre : Batailles de Roland Topor et Jean-Michel Ribes, Théâtre de l'Athénée
- Le Nombril de Jean Anouilh, mise en scène de Jean Anouilh et Roland Piétri, Théâtre de l'Œuvre, tournée du Théâtre de l'Œuvre

## Décès
- 27 janvier : Louis de Funès, comédien français (°1914)
- 4 février : Lucienne Bogaert, actrice française (°1892)
- 24 février : Alexandre Krohn dramaturge soviétique (°1909)
- 10 mars : Paul Géraldy, dramaturge français (°1885)
- 13 mars : Jean Martinelli, acteur français (°1910)
- 14 mars : Maurice Ronet (°1927)
- 20 mars : Maria Babanova, comédienne soviétique (° 11 novembre 1990)
- 12 avril : Pierre Richard-Willm, acteur français (°1895)
- 15 avril : Albert Rieux, comédien français (°1914)
- 27 mai : Lilita Bērziņa, actrice du Théâtre Dailes, (° 17 juillet 1903).
- 21 juin : Claude Magnier, acteur et auteur dramatique français (°1920)
- 8 août : François Campaux, auteur de théâtre français (°1906)
- 22 septembre : Max Montavon, acteur français (°1926)
- 28 novembre : Paul Demange, acteur français  (°1901)
- 19 décembre : Samson Fainsilber, acteur et chanteur français (°1904)